# Farasmanes (eunuco)
Farasmanes (em georgiano: ფარსმან; romaniz.: P'arsman; em grego: Φαρασμάνης; romaniz.: Pharasmánēs) foi um oficial eunuco bizantino do século VI, ativo durante o reinado do imperador Justiniano I (r. 527–565). 

## Nome
Farasmanes (Pharasmanes) ou Faresmanes (Pharesmanes) são as formas latinas do georgiano Farsmane (ფარსმან, P'arsman). Foi registrado em armênio como Farsmane (Փարսման, Pʼarsman) e em grego como Farasrianes (Φαρασριάνης, Pharasriánēs), Faresrianes (Φαρεσριάνης, Pharesriánēs) e Farasmanes (Φαρασμάνης, Pharasmánēs).

## Vida
As origens de Farasmanes são incertas. Se sabe que serviu como prepósito ou primicério do cubículo sagrado. A ele é atribuída a fundação do Mosteiro de São Mamas, em Constantinopla.